# W・ウェスレイ・ピーターソン
ウィリアム・ウェスレイ・ピーターソン（William Wesley Peterson、1924年4月22日 - 2009年5月6日）は、アメリカ合衆国の数学者・計算機科学者である。巡回冗長検査(CRC)を開発したことで知られる。

## 生涯
1924年4月22日にミシガン州マスキーゴンで生まれた。1954年にミシガン大学でPh.D.を取得した。同年、IBMに入社した。1964年にハワイ大学マノア校の情報・計算機科学の教授となった。
1961年の"Error Correcting Codes"など、誤り訂正符号に関する本を多数執筆した。1950年代初頭には、無線学会（現 IEEE）の情報理論プロフェッショナル・グループに参加し、信号検出理論の発展に対し大きな貢献をした。また、プログラミング言語、システム・プログラミング、コンピュータネットワークの分野での研究も行った。
2009年5月6日、ハワイ州ホノルルで死去した。

## 受賞歴
- 1981年 - クロード・E・シャノン賞[4]
- 1984年 - IEEEセンテニアル・メダル（英語版）[4]
- 1999年 - 日本国際賞[2][8]

## 私生活
2005年のホノルルマラソンでは、80～84歳の部で16位で完走した。
生涯に2度結婚しており、子供が5人いる。